# Pjenišnik
Pjenišnik (sleč, rododendron, lat. Rhododendron), veliki biljni rod iz porodice vrjesovki kojemu pripada preko 1100 vrsta listopadnih, poluzelenih i vazdazelenih grmova i drveća raširenih po Aziji i sjevernoameričkim planinama Appalachian.
U Hrvatskoj se javljaju dvije vrste, hriđasti sleč (R. ferrugineum) koji je poznat i kao alpska ruža i autohtona vrsta dlakavi sleč (R. hirsutum),
Ime roda dolazi od grčke riječi rhodon (ruža) i dendron (drvo).

## Vrste
1. Rhododendron aberconwayi
2. Rhododendron abietifolium
3. Rhododendron acrophilum
4. Rhododendron acuminatum
5. Rhododendron adamsii
6. Rhododendron adenanthum
7. Rhododendron adenobracteum
8. Rhododendron adenogynum
9. Rhododendron adenopodum
10. Rhododendron adenosum
11. Rhododendron adinophyllum
12. Rhododendron aequabile
13. Rhododendron afghanicum
14. Rhododendron aganniphum
15. Rhododendron agastum
16. Rhododendron agathodaemonis
17. Rhododendron alabamense
18. Rhododendron albertsenianum
19. Rhododendron albiflorum
20. Rhododendron alborugosum
21. Rhododendron albrechtii
22. Rhododendron album
23. Rhododendron alternans
24. Rhododendron alticolum
25. Rhododendron alutaceum
26. Rhododendron amabile
27. Rhododendron amagianum
28. Rhododendron amakusaense
29. Rhododendron amandum
30. Rhododendron ambiguum
31. Rhododendron amesiae
32. Rhododendron amundsenianum
33. Rhododendron anagalliflorum
34. Rhododendron andrineae
35. Rhododendron angulatum
36. Rhododendron annae
37. Rhododendron anthopogon
38. Rhododendron anthopogonoides
39. Rhododendron anthosphaerum
40. Rhododendron aperantum
41. Rhododendron apiense
42. Rhododendron apoanum
43. Rhododendron apricum
44. Rhododendron araiophyllum
45. Rhododendron arborescens
46. Rhododendron arboreum
47. Rhododendron archboldianum
48. Rhododendron arenicolum
49. Rhododendron arfakianum
50. Rhododendron argipeplum
51. Rhododendron argyrophyllum
52. Rhododendron arizelum
53. Rhododendron armitii
54. Rhododendron arunachalense
55. Rhododendron ashitakayamense
56. Rhododendron asperrimum
57. Rhododendron asperulum
58. Rhododendron asperum
59. Rhododendron assamicum
60. Rhododendron asterochnoum
61. Rhododendron atjehense
62. Rhododendron atlanticum
63. Rhododendron atrichum
64. Rhododendron atropunicum
65. Rhododendron atropurpureum
66. Rhododendron atrovirens
67. Rhododendron augustinii
68. Rhododendron aureodorsale
69. Rhododendron aureum
70. Rhododendron auriculatum
71. Rhododendron aurigeranum
72. Rhododendron auritum
73. Rhododendron austrinum
74. Rhododendron bachii
75. Rhododendron baconii
76. Rhododendron baenitzianum
77. Rhododendron bagobonum
78. Rhododendron baihuaense
79. Rhododendron baileyi
80. Rhododendron bailiense
81. Rhododendron bainaense
82. Rhododendron bainbridgeanum
83. Rhododendron bakeri
84. Rhododendron balangense
85. Rhododendron balfourianum
86. Rhododendron bamaense
87. Rhododendron banghamiorum
88. Rhododendron barbatum
89. Rhododendron barkamense
90. Rhododendron basilicum
91. Rhododendron bathyphyllum
92. Rhododendron beanianum
93. Rhododendron beccarii
94. Rhododendron beesianum
95. Rhododendron bellissimum
96. Rhododendron benhallii
97. Rhododendron beyerinckianum
98. Rhododendron bhutanense
99. Rhododendron biappendiculatum
100. Rhododendron bijiangense
101. Rhododendron bivelatum
102. Rhododendron blackii
103. Rhododendron bloembergenii
104. Rhododendron blumei
105. Rhododendron boninense
106. Rhododendron bonvalotii
107. Rhododendron boothii
108. Rhododendron borneense
109. Rhododendron brachyanthum
110. Rhododendron brachycarpum
111. Rhododendron brachygynum
112. Rhododendron brachypodarium
113. Rhododendron brachypodum
114. Rhododendron bracteatum
115. Rhododendron brassii
116. Rhododendron brevicaudatum
117. Rhododendron brevinerve
118. Rhododendron breviperulatum
119. Rhododendron brevipes
120. Rhododendron brevipetiolatum
121. Rhododendron brevitubum
122. Rhododendron brookeanum
123. Rhododendron bryophilum
124. Rhododendron bullifolium
125. Rhododendron bulu
126. Rhododendron bungonishiki
127. Rhododendron bureavii
128. Rhododendron burjaticum
129. Rhododendron burmanicum
130. Rhododendron burtii
131. Rhododendron buruense
132. Rhododendron buxifolium
133. Rhododendron buxoides
134. Rhododendron caesium
135. Rhododendron caespitosum
136. Rhododendron calendulaceum
137. Rhododendron caliginis
138. Rhododendron callimorphum
139. Rhododendron calophytum
140. Rhododendron calosanthes
141. Rhododendron calostrotum
142. Rhododendron calvescens
143. Rhododendron camelliiflorum
144. Rhododendron campanulatum
145. Rhododendron campylocarpum
146. Rhododendron campylogynum
147. Rhododendron camtschaticum
148. Rhododendron canadense
149. Rhododendron canescens
150. Rhododendron capellae
151. Rhododendron capitatum
152. Rhododendron carneum
153. Rhododendron carolinianum
154. Rhododendron carrii
155. Rhododendron carringtoniae
156. Rhododendron carstensense
157. Rhododendron catacosum
158. Rhododendron catawbiense
159. Rhododendron caucasicum
160. Rhododendron cavaleriei
161. Rhododendron celebicum
162. Rhododendron cephalanthum
163. Rhododendron cerasinum
164. Rhododendron cernuum
165. Rhododendron chamaethomsonii
166. Rhododendron chamaezelum
167. Rhododendron chamberlainii
168. Rhododendron championae
169. Rhododendron changii
170. Rhododendron charadzeae
171. Rhododendron charapoeum
172. Rhododendron charitopes
173. Rhododendron charitostreptum
174. Rhododendron chevalieri
175. Rhododendron chihsinianum
176. Rhododendron chilanshanense
177. Rhododendron chionanthum
178. Rhododendron christianae
179. Rhododendron christii
180. Rhododendron chrysocalyx
181. Rhododendron chrysodoron
182. Rhododendron chrysolepis
183. Rhododendron chukirishima
184. Rhododendron chunienii
185. Rhododendron chunii
186. Rhododendron ciliatum
187. Rhododendron ciliicalyx
188. Rhododendron ciliilobum
189. Rhododendron ciliipes
190. Rhododendron cinchoniflorum
191. Rhododendron cinerascens
192. Rhododendron cinnabarinum
193. Rhododendron circinnatum
194. Rhododendron citriniflorum
195. Rhododendron citrinum
196. Rhododendron cladotrichum
197. Rhododendron clementinae
198. Rhododendron cochlearifolium
199. Rhododendron cockburnii
200. Rhododendron codonanthum
201. Rhododendron coelicum
202. Rhododendron coeloneurum
203. Rhododendron coelorum
204. Rhododendron colemanii
205. Rhododendron collettianum
206. Rhododendron columbianum
207. Rhododendron comisteum
208. Rhododendron commonae
209. Rhododendron commutatum
210. Rhododendron comparabile
211. Rhododendron complexum
212. Rhododendron comptum
213. Rhododendron concinnoides
214. Rhododendron concinnum
215. Rhododendron coriaceum
216. Rhododendron cornu-bovis
217. Rhododendron correoides
218. Rhododendron coryanum
219. Rhododendron cowanianum
220. Rhododendron coxianum
221. Rhododendron crassifolium
222. Rhododendron crassimedium
223. Rhododendron crassistylum
224. Rhododendron cravenii
225. Rhododendron crebreflorum
226. Rhododendron cremnastes
227. Rhododendron crenulatum
228. Rhododendron cretaceum
229. Rhododendron crinigerum
230. Rhododendron cruttwellii
231. Rhododendron cubittii
232. Rhododendron cuffeanum
233. Rhododendron culminicolum
234. Rhododendron cumberlandense
235. Rhododendron cuneatum
236. Rhododendron cuneifolium
237. Rhododendron curviflorum
238. Rhododendron cuspidellum
239. Rhododendron cyanocarpum
240. Rhododendron cyatheicolum
241. Rhododendron cyrtophyllum
242. Rhododendron dachengense
243. Rhododendron dalhousiae
244. Rhododendron danbaense
245. Rhododendron dasycladoides
246. Rhododendron dasypetalum
247. Rhododendron datiandingense
248. Rhododendron dauricum
249. Rhododendron davidii
250. Rhododendron davidsonianum
251. Rhododendron davisianum
252. Rhododendron dawuense
253. Rhododendron dayaoshanense
254. Rhododendron dayiense
255. Rhododendron decipiens
256. Rhododendron declivatum
257. Rhododendron decorum
258. Rhododendron degronianum
259. Rhododendron dekatanum
260. Rhododendron delavayi
261. Rhododendron delicatulum
262. Rhododendron dendricola
263. Rhododendron dendrocharis
264. Rhododendron densifolium
265. Rhododendron denudatum
266. Rhododendron detersile
267. Rhododendron detonsum
268. Rhododendron detzneranum
269. Rhododendron dianthosmum
270. Rhododendron dichroanthum
271. Rhododendron dielsianum
272. Rhododendron dignabile
273. Rhododendron dilatatum
274. Rhododendron dimitrum
275. Rhododendron diphrocalyx
276. Rhododendron discolor
277. Rhododendron dissilistellatum
278. Rhododendron disterigmoides
279. Rhododendron diversiflorum
280. Rhododendron diversipilosum
281. Rhododendron duclouxii
282. Rhododendron dumicola
283. Rhododendron durionifolium
284. Rhododendron dutartrei
285. Rhododendron eastmanii
286. Rhododendron ebianense
287. Rhododendron eclecteum
288. Rhododendron edanoi
289. Rhododendron edgarianum
290. Rhododendron edgeworthii
291. Rhododendron eheinense
292. Rhododendron elegantulum
293. Rhododendron elliottii
294. Rhododendron emarginatum
295. Rhododendron englerianum
296. Rhododendron enomotoi
297. Rhododendron epilosum
298. Rhododendron erastum
299. Rhododendron ericoides
300. Rhododendron eriobotryoides
301. Rhododendron eriocarpum
302. Rhododendron erosipetalum
303. Rhododendron erosum
304. Rhododendron erythrocalyx
305. Rhododendron esetulosum
306. Rhododendron euchroum
307. Rhododendron eudoxum
308. Rhododendron eurysiphon
309. Rhododendron evelyneae
310. Rhododendron exasperatum
311. Rhododendron excellens
312. Rhododendron excelsum
313. Rhododendron extraneum
314. Rhododendron extrorsum
315. Rhododendron exuberans
316. Rhododendron eymae
317. Rhododendron faberi
318. Rhododendron facetum
319. Rhododendron facium
320. Rhododendron faithiae
321. Rhododendron falconeri
322. Rhododendron fallacinum
323. Rhododendron fangchengense
324. Rhododendron farinosum
325. Rhododendron farrerae
326. Rhododendron fastigiatum
327. Rhododendron faucium
328. Rhododendron feddei
329. Rhododendron ferrugineum
330. Rhododendron filidactylis
331. Rhododendron fittianum
332. Rhododendron flammeum
333. Rhododendron flavantherum
334. Rhododendron flavidum
335. Rhododendron flavoflorum
336. Rhododendron flavoviride
337. Rhododendron fletcherianum
338. Rhododendron fleuryi
339. Rhododendron floccigerum
340. Rhododendron floribundum
341. Rhododendron florulentum
342. Rhododendron flosculum
343. Rhododendron formosanum
344. Rhododendron formosum
345. Rhododendron forrestii
346. Rhododendron fortunans
347. Rhododendron fortunei
348. Rhododendron fragariflorum
349. Rhododendron frey-wysslingii
350. Rhododendron fuchsii
351. Rhododendron fuchsiifolia
352. Rhododendron fulgens
353. Rhododendron fulvastrum
354. Rhododendron fulvum
355. Rhododendron furbishii
356. Rhododendron fuscipilum
357. Rhododendron fuyuanense
358. Rhododendron galactinum
359. Rhododendron gannanense
360. Rhododendron gardenia
361. Rhododendron gaultheriifolium
362. Rhododendron gemmiferum
363. Rhododendron genestierianum
364. Rhododendron gideonii
365. Rhododendron gilliardii
366. Rhododendron giulianettii
367. Rhododendron glabriflorum
368. Rhododendron glanduliferum
369. Rhododendron glaucophyllum
370. Rhododendron glischrum
371. Rhododendron gologense
372. Rhododendron gonggashanense
373. Rhododendron gongshanense
374. Rhododendron goodenoughii
375. Rhododendron goyozanense
376. Rhododendron gracilentum
377. Rhododendron grande
378. Rhododendron griersonianum
379. Rhododendron griffithianum
380. Rhododendron groenlandicum
381. Rhododendron guangnanense
382. Rhododendron guihainianum
383. Rhododendron guizhongense
384. Rhododendron guizhouense
385. Rhododendron gumineense
386. Rhododendron habbemae
387. Rhododendron habrotrichum
388. Rhododendron haematodes
389. Rhododendron haematophthalmum
390. Rhododendron hainanense
391. Rhododendron hameliiflorum
392. Rhododendron hanceanum
393. Rhododendron hancockii
394. Rhododendron haofui
395. Rhododendron hartleyi
396. Rhododendron hasegawae
397. Rhododendron hatamense
398. Rhododendron heatherae
399. Rhododendron heizhugouense
400. Rhododendron hejiangense
401. Rhododendron heliolepis
402. Rhododendron hellwigii
403. Rhododendron helodes
404. Rhododendron hemigymnum
405. Rhododendron hemitrichotum
406. Rhododendron hemsleyanum
407. Rhododendron henanense
408. Rhododendron henryi
409. Rhododendron heptaster
410. Rhododendron herzogii
411. Rhododendron heteroclitum
412. Rhododendron heterolepis
413. Rhododendron hillieri
414. Rhododendron himantodes
415. Rhododendron hippophaeoides
416. Rhododendron hirsutipetiolatum
417. Rhododendron hirsutum
418. Rhododendron hirtipes
419. Rhododendron hirtolepidotum
420. Rhododendron hodgsonii
421. Rhododendron hoi
422. Rhododendron hongkongense
423. Rhododendron hooglandii
424. Rhododendron hookeri
425. Rhododendron horlickianum
426. Rhododendron huadingense
427. Rhododendron huangpingense
428. Rhododendron huanum
429. Rhododendron huguangense
430. Rhododendron huidongense
431. Rhododendron hunanense
432. Rhododendron hunnewellianum
433. Rhododendron hyacinthosmum
434. Rhododendron hybridogenum
435. Rhododendron hylaeum
436. Rhododendron hypenanthum
437. Rhododendron hyperythrum
438. Rhododendron hypoglaucum
439. Rhododendron hyugaense
440. Rhododendron igneum
441. Rhododendron impeditum
442. Rhododendron impositum
443. Rhododendron impressopunctatum
444. Rhododendron incommodum
445. Rhododendron inconspicuum
446. Rhododendron indicum
447. Rhododendron inopinum
448. Rhododendron insculptum
449. Rhododendron insigne
450. Rhododendron intranervatum
451. Rhododendron intricatum
452. Rhododendron invasorium
453. Rhododendron invictum
454. Rhododendron irroratum
455. Rhododendron japonicum
456. Rhododendron japonoheptamerum
457. Rhododendron jasminiflorum
458. Rhododendron jasminoides
459. Rhododendron javanicum
460. Rhododendron jenestierianum
461. Rhododendron jiewhoei
462. Rhododendron jinboense
463. Rhododendron jinchangense
464. Rhododendron jinggangshanicum
465. Rhododendron jinpingense
466. Rhododendron jinxiuense
467. Rhododendron jiulongshanense
468. Rhododendron johnstoneanum
469. Rhododendron joniense
470. Rhododendron kaempferi
471. Rhododendron kailiense
472. Rhododendron kamatae
473. Rhododendron kanehirae
474. Rhododendron kasoense
475. Rhododendron katsumatae
476. Rhododendron kawakamii
477. Rhododendron kawir
478. Rhododendron keditii
479. Rhododendron keiskei
480. Rhododendron keleticum
481. Rhododendron kemulense
482. Rhododendron kendrickii
483. Rhododendron kerowagiense
484. Rhododendron kesangiae
485. Rhododendron keysii
486. Rhododendron kiangsiense
487. Rhododendron kinabaluense
488. Rhododendron kisoanum
489. Rhododendron kiusianum
490. Rhododendron kiyosumense
491. Rhododendron kochii
492. Rhododendron kogo
493. Rhododendron komiyamae
494. Rhododendron kongboense
495. Rhododendron konori
496. Rhododendron korthalsii
497. Rhododendron koudzumontanum
498. Rhododendron kroniae
499. Rhododendron kuratanum
500. Rhododendron kurohimense
501. Rhododendron kwangsiense
502. Rhododendron kyawi
503. Rhododendron labolengense
504. Rhododendron lacteum
505. Rhododendron laetum
506. Rhododendron lagopus
507. Rhododendron lagunculicarpum
508. Rhododendron lambianum
509. Rhododendron lamii
510. Rhododendron lampongum
511. Rhododendron lamrialianum
512. Rhododendron lanatoides
513. Rhododendron lanatum
514. Rhododendron lanceolatum
515. Rhododendron lanigerum
516. Rhododendron laojunshanense
517. Rhododendron lapponicum
518. Rhododendron lasiostylum
519. Rhododendron lateriflorum
520. Rhododendron latoucheae
521. Rhododendron laudandum
522. Rhododendron ledebourii
523. Rhododendron leiboense
524. Rhododendron leishanicum
525. Rhododendron lepidostylum
526. Rhododendron lepidotum
527. Rhododendron leptanthum
528. Rhododendron leptobrachium
529. Rhododendron leptocarpum
530. Rhododendron leptomorphum
531. Rhododendron leptopeplum
532. Rhododendron leptothrium
533. Rhododendron leucaspis
534. Rhododendron leucogigas
535. Rhododendron levinei
536. Rhododendron leytense
537. Rhododendron liangshanicum
538. Rhododendron liaoxigensis
539. Rhododendron liboense
540. Rhododendron liewianum
541. Rhododendron lilacinum
542. Rhododendron liliiflorum
543. Rhododendron lindaueanum
544. Rhododendron lindleyi
545. Rhododendron lineare
546. Rhododendron linearilobum
547. Rhododendron linguiense
548. Rhododendron litchiifolium
549. Rhododendron lithophilum
550. Rhododendron loboense
551. Rhododendron lochae
552. Rhododendron loerzingii
553. Rhododendron lohitense
554. Rhododendron lompohense
555. Rhododendron longesquamatum
556. Rhododendron longicalyx
557. Rhododendron longifalcatum
558. Rhododendron longiflorum
559. Rhododendron longilobum
560. Rhododendron longipedicellatum
561. Rhododendron longiperulatum
562. Rhododendron longipes
563. Rhododendron longistylum
564. Rhododendron loniceriflorum
565. Rhododendron loranthiflorum
566. Rhododendron lowii
567. Rhododendron lowndesii
568. Rhododendron ludlowii
569. Rhododendron luhuoense
570. Rhododendron lukiangense
571. Rhododendron lulangense
572. Rhododendron lungchiense
573. Rhododendron luraluense
574. Rhododendron luteiflorum
575. Rhododendron luteosquamatum
576. Rhododendron lutescens
577. Rhododendron luteum
578. Rhododendron macabeanum
579. Rhododendron macgregoriae
580. Rhododendron mackenzianum
581. Rhododendron macrophyllum
582. Rhododendron macrosepalum
583. Rhododendron macrosiphon
584. Rhododendron maculiferum
585. Rhododendron maddenii
586. Rhododendron madulidii
587. Rhododendron magnificum
588. Rhododendron magniflorum
589. Rhododendron maguanense
590. Rhododendron mainlingense
591. Rhododendron maius
592. Rhododendron makinoi
593. Rhododendron malayanum
594. Rhododendron malipoense
595. Rhododendron mallotum
596. Rhododendron manipurense
597. Rhododendron maoerense
598. Rhododendron maowenense
599. Rhododendron mariae
600. Rhododendron mariesii
601. Rhododendron martinianum
602. Rhododendron maximum
603. Rhododendron maxwellii
604. Rhododendron mayebarae
605. Rhododendron mechukae
606. Rhododendron meddianum
607. Rhododendron medoense
608. Rhododendron megacalyx
609. Rhododendron megalanthum
610. Rhododendron megeratum
611. Rhododendron meijeri
612. Rhododendron mekongense
613. Rhododendron melantherum
614. Rhododendron meliphagidum
615. Rhododendron mendumiae
616. Rhododendron mengtszense
617. Rhododendron menziesii
618. Rhododendron mianningense
619. Rhododendron micranthum
620. Rhododendron microgynum
621. Rhododendron micromalayanum
622. Rhododendron microphyllum
623. Rhododendron milleri
624. Rhododendron mimetes
625. Rhododendron minahasae
626. Rhododendron mindanaense
627. Rhododendron miniatum
628. Rhododendron minus
629. Rhododendron minutiflorum
630. Rhododendron minyaense
631. Rhododendron mirabile
632. Rhododendron mitriforme
633. Rhododendron miyiense
634. Rhododendron mizumotoi
635. Rhododendron mogeanum
636. Rhododendron molle
637. Rhododendron mollianum
638. Rhododendron mollicomum
639. Rhododendron monanthum
640. Rhododendron monkoboense
641. Rhododendron monodii
642. Rhododendron monosematum
643. Rhododendron montiganum
644. Rhododendron montroseanum
645. Rhododendron morii
646. Rhododendron moulmeinense
647. Rhododendron moupinense
648. Rhododendron mucronatum
649. Rhododendron mucronulatum
650. Rhododendron multicolor
651. Rhododendron multiflorum
652. Rhododendron multinervium
653. Rhododendron muscicola
654. Rhododendron muscipulum
655. Rhododendron myrsinifolium
656. Rhododendron myrsinites
657. Rhododendron myrtifolium
658. Rhododendron naamkwanense
659. Rhododendron nakaharai
660. Rhododendron nakotiltum
661. Rhododendron nanjianense
662. Rhododendron nanophyton
663. Rhododendron nanpingense
664. Rhododendron natalicium
665. Rhododendron nayarii
666. Rhododendron nebulicola
667. Rhododendron neobritannicum
668. Rhododendron neoglandulosum
669. Rhododendron neriiflorum
670. Rhododendron nervulosum
671. Rhododendron ngawchangensis
672. Rhododendron nhatrangense
673. Rhododendron nieuwenhuisii
674. Rhododendron nigroglandulosum
675. Rhododendron nipponicum
676. Rhododendron nitens
677. Rhododendron nitidulum
678. Rhododendron nivale
679. Rhododendron niveoflorum
680. Rhododendron niveum
681. Rhododendron noriakianum
682. Rhododendron nortoniae
683. Rhododendron notiale
684. Rhododendron nudipes
685. Rhododendron nummatum
686. Rhododendron nuttallii
687. Rhododendron nwaiense
688. Rhododendron nyingchiense
689. Rhododendron nymphaeoides
690. Rhododendron oblancifolium
691. Rhododendron oblongifolium
692. Rhododendron obscurum
693. Rhododendron obtusum
694. Rhododendron occidentale
695. Rhododendron ochraceum
696. Rhododendron octandrum
697. Rhododendron oldhamii
698. Rhododendron oliganthum
699. Rhododendron oligocarpum
700. Rhododendron opulentum
701. Rhododendron orbiculare
702. Rhododendron orbiculatum
703. Rhododendron oreadum
704. Rhododendron oreites
705. Rhododendron oreodoxa
706. Rhododendron oreogenum
707. Rhododendron oreotrephes
708. Rhododendron orthocladum
709. Rhododendron osuzuyamense
710. Rhododendron ovatum
711. Rhododendron oxycoccoides
712. Rhododendron pachycarpon
713. Rhododendron pachyphyllum
714. Rhododendron pachypodum
715. Rhododendron pachysanthum
716. Rhododendron pachystigma
717. Rhododendron pachytrichum
718. Rhododendron palawanense
719. Rhododendron papillatum
720. Rhododendron papuanum
721. Rhododendron paradoxum
722. Rhododendron parishii
723. Rhododendron parmulatum
724. Rhododendron parryae
725. Rhododendron parvulum
726. Rhododendron pauciflorum
727. Rhododendron pemakoense
728. Rhododendron pendulum
729. Rhododendron pennsylvanicum
730. Rhododendron pentandrum
731. Rhododendron pentaphyllum
732. Rhododendron perakense
733. Rhododendron periclymenoides
734. Rhododendron perplexum
735. Rhododendron petelotii
736. Rhododendron petrocharis
737. Rhododendron phaeochiton
738. Rhododendron phaeochristum
739. Rhododendron phaeochrysum
740. Rhododendron phaeops
741. Rhododendron piercei
742. Rhododendron pilostylum
743. Rhododendron pilosum
744. Rhododendron pingbianense
745. Rhododendron pingianum
746. Rhododendron planecostatum
747. Rhododendron platyphyllum
748. Rhododendron platypodum
749. Rhododendron pleianthum
750. Rhododendron pleistanthum
751. Rhododendron pocophorum
752. Rhododendron pogonophyllum
753. Rhododendron poilanei
754. Rhododendron poluninii
755. Rhododendron polyanthemum
756. Rhododendron polycladum
757. Rhododendron polylepis
758. Rhododendron polytrichum
759. Rhododendron pomense
760. Rhododendron ponticum
761. Rhododendron populare
762. Rhododendron poremense
763. Rhododendron porphyranthes
764. Rhododendron potaninii
765. Rhododendron praeclarum
766. Rhododendron praestans
767. Rhododendron praeteritum
768. Rhododendron praetervisum
769. Rhododendron praevernum
770. Rhododendron prainianum
771. Rhododendron preptum
772. Rhododendron primuliflorum
773. Rhododendron principis
774. Rhododendron prinophyllum
775. Rhododendron proliferum
776. Rhododendron pronum
777. Rhododendron protandrum
778. Rhododendron proteoides
779. Rhododendron protistum
780. Rhododendron pruniflorum
781. Rhododendron prunifolium
782. Rhododendron przewalskii
783. Rhododendron psammogenes
784. Rhododendron pseudobuxifolium
785. Rhododendron pseudochrysanthum
786. Rhododendron pseudociliipes
787. Rhododendron pseudomaddenii
788. Rhododendron pseudomurudense
789. Rhododendron pseudonitens
790. Rhododendron pseudotrichanthum
791. Rhododendron psilanthum
792. Rhododendron pubescens
793. Rhododendron pubicostatum
794. Rhododendron pubigermen
795. Rhododendron pudiense
796. Rhododendron pudorinum
797. Rhododendron pudorosum
798. Rhododendron pugeense
799. Rhododendron pulchroides
800. Rhododendron pulchrum
801. Rhododendron pulleanum
802. Rhododendron pumilum
803. Rhododendron punctifolium
804. Rhododendron purdomii
805. Rhododendron purpureiflorum
806. Rhododendron pusillum
807. Rhododendron pyrrhophorum
808. Rhododendron qianyangense
809. Rhododendron qiaojiaense
810. Rhododendron qinghaiense
811. Rhododendron quadrasianum
812. Rhododendron quinquefolium
813. Rhododendron racemosum
814. Rhododendron radendum
815. Rhododendron radians
816. Rhododendron ramipilosum
817. Rhododendron ramsdenianum
818. Rhododendron rappardii
819. Rhododendron rarilepidotum
820. Rhododendron rarum
821. Rhododendron rawatii
822. Rhododendron recurvoides
823. Rhododendron redowskianum
824. Rhododendron reevei
825. Rhododendron renschianum
826. Rhododendron reticulatum
827. Rhododendron retivenium
828. Rhododendron retrorsipilum
829. Rhododendron retusum
830. Rhododendron revolutum
831. Rhododendron rex
832. Rhododendron reynosoi
833. Rhododendron rhodanthum
834. Rhododendron rhodochroum
835. Rhododendron rhodoleucum
836. Rhododendron rhodopus
837. Rhododendron rhodosalpinx
838. Rhododendron rhodostomum
839. Rhododendron rhombifolium
840. Rhododendron rhuyuenense
841. Rhododendron rigidum
842. Rhododendron riparioides
843. Rhododendron ripense
844. Rhododendron ripleyi
845. Rhododendron ririei
846. Rhododendron rivulare
847. Rhododendron robinsonii
848. Rhododendron roseatum
849. Rhododendron roseiflorum
850. Rhododendron rosendahlii
851. Rhododendron rosifaciens
852. Rhododendron rothschildii
853. Rhododendron rousei
854. Rhododendron roxieanum
855. Rhododendron roxieoides
856. Rhododendron rubellum
857. Rhododendron rubiginosum
858. Rhododendron rubineiflorum
859. Rhododendron rubrantherum
860. Rhododendron rubrobracteatum
861. Rhododendron rubropilosum
862. Rhododendron rufescens
863. Rhododendron rufohirtum
864. Rhododendron rufum
865. Rhododendron rugosum
866. Rhododendron rupicola
867. Rhododendron rupivalleculatum
868. Rhododendron rushforthii
869. Rhododendron russatum
870. Rhododendron ruttenii
871. Rhododendron sajanensis
872. Rhododendron salicifolium
873. Rhododendron saluenense
874. Rhododendron sanctum
875. Rhododendron sanguineum
876. Rhododendron santapaui
877. Rhododendron sarcodes
878. Rhododendron sargentianum
879. Rhododendron saruwagedicum
880. Rhododendron saxatile
881. Rhododendron saxicola
882. Rhododendron saxifragoides
883. Rhododendron sayeri
884. Rhododendron scabridibracteum
885. Rhododendron scabrifolium
886. Rhododendron scabrum
887. Rhododendron scarlatinum
888. Rhododendron schistocalyx
889. Rhododendron schizostigma
890. Rhododendron schlechteri
891. Rhododendron schlippenbachii
892. Rhododendron schoddei
893. Rhododendron sciaphilum
894. Rhododendron scopulorum
895. Rhododendron scopulum
896. Rhododendron scortechinii
897. Rhododendron searleanum
898. Rhododendron searsiae
899. Rhododendron seimundii
900. Rhododendron seinghkuense
901. Rhododendron selense
902. Rhododendron semibarbatum
903. Rhododendron semnoides
904. Rhododendron seniavinii
905. Rhododendron seranicum
906. Rhododendron serotinum
907. Rhododendron serpyllifolium
908. Rhododendron sessilifolium
909. Rhododendron setiferum
910. Rhododendron setosum
911. Rhododendron shanii
912. Rhododendron sheilae
913. Rhododendron sherriffii
914. Rhododendron shimenense
915. Rhododendron shweliense
916. Rhododendron sidereum
917. Rhododendron siderophyllum
918. Rhododendron sikangense
919. Rhododendron sikayotaizanense
920. Rhododendron simiarum
921. Rhododendron simsii
922. Rhododendron simulans
923. Rhododendron sinofalconeri
924. Rhododendron sinogrande
925. Rhododendron sinonuttallii
926. Rhododendron sinosimulans
927. Rhododendron sleumeri
928. Rhododendron smirnowii
929. Rhododendron sochadzeae
930. Rhododendron sojolense
931. Rhododendron solitarium
932. Rhododendron sophistarum
933. Rhododendron sororium
934. Rhododendron souliei
935. Rhododendron spadiceum
936. Rhododendron spanotrichum
937. Rhododendron sparsifolium
938. Rhododendron spathulatum
939. Rhododendron sperabile
940. Rhododendron sperabiloides
941. Rhododendron sphaeroblastum
942. Rhododendron spiciferum
943. Rhododendron spilotum
944. Rhododendron spinuliferum
945. Rhododendron spodopeplum
946. Rhododendron spondylophyllum
947. Rhododendron stamineum
948. Rhododendron stanleyi
949. Rhododendron stapfianum
950. Rhododendron stelligerum
951. Rhododendron stenopetalum
952. Rhododendron stenophyllum
953. Rhododendron stevensianum
954. Rhododendron stewartianum
955. Rhododendron stolleanum
956. Rhododendron stresemannii
957. Rhododendron strigillosum
958. Rhododendron strigosum
959. Rhododendron suaveolens
960. Rhododendron subansiriense
961. Rhododendron subcerinum
962. Rhododendron subcrenulatum
963. Rhododendron subenerve
964. Rhododendron subestipitatum
965. Rhododendron subflumineum
966. Rhododendron subpacificum
967. Rhododendron subroseum
968. Rhododendron subsessile
969. Rhododendron subulatum
970. Rhododendron subuliferum
971. Rhododendron subulosum
972. Rhododendron succothii
973. Rhododendron sugaui
974. Rhododendron sulfureum
975. Rhododendron sumatranum
976. Rhododendron superbum
977. Rhododendron sutchuenense
978. Rhododendron syringoideum
979. Rhododendron taggianum
980. Rhododendron taibaiense
981. Rhododendron taiense
982. Rhododendron taipaoense
983. Rhododendron taishunense
984. Rhododendron takanashianum
985. Rhododendron takeuchii
986. Rhododendron taliense
987. Rhododendron tanakae
988. Rhododendron tanastylum
989. Rhododendron tapeinum
990. Rhododendron tapetiforme
991. Rhododendron taronense
992. Rhododendron tashiroi
993. Rhododendron tatsienense
994. Rhododendron taxifolium
995. Rhododendron taxoides
996. Rhododendron tebotan
997. Rhododendron telmateium
998. Rhododendron temenium
999. Rhododendron tenue
1000. Rhododendron tenuifolium
1001. Rhododendron tenuilaminare
1002. Rhododendron tephropeplum
1003. Rhododendron thaumasianthum
1004. Rhododendron thayerianum
1005. Rhododendron thomsonii
1006. Rhododendron thymifolium
1007. Rhododendron tianlinense
1008. Rhododendron tianmenshanense
1009. Rhododendron tingwuense
1010. Rhododendron tintinnabellum
1011. Rhododendron titapuriense
1012. Rhododendron tomentosum
1013. Rhododendron torajaense
1014. Rhododendron torquescens
1015. Rhododendron tosaense
1016. Rhododendron toxopei
1017. Rhododendron traillianum
1018. Rhododendron trancongii
1019. Rhododendron transiens
1020. Rhododendron trichanthum
1021. Rhododendron trichocladum
1022. Rhododendron trichogynum
1023. Rhododendron trichostomum
1024. Rhododendron triflorum
1025. Rhododendron trilectorum
1026. Rhododendron triumphans
1027. Rhododendron truncatovarium
1028. Rhododendron truncicolum
1029. Rhododendron tsaii
1030. Rhododendron tsariense
1031. Rhododendron tschonoskii
1032. Rhododendron tsinlingense
1033. Rhododendron tsoi
1034. Rhododendron tsurugisanense
1035. Rhododendron tuba
1036. Rhododendron tuberculiferum
1037. Rhododendron tubiforme
1038. Rhododendron tubulosum
1039. Rhododendron tuhanense
1040. Rhododendron tutcherae
1041. Rhododendron ultimum
1042. Rhododendron unciferum
1043. Rhododendron ungeonticum
1044. Rhododendron ungernii
1045. Rhododendron uniflorum
1046. Rhododendron urophyllum
1047. Rhododendron uvariifolium
1048. Rhododendron uwaense
1049. Rhododendron vaccinioides
1050. Rhododendron valentinianum
1051. Rhododendron vanderbiltianum
1052. Rhododendron vandeursenii
1053. Rhododendron vanhoeffeni
1054. Rhododendron vaniotii
1055. Rhododendron vanvuurenii
1056. Rhododendron variolosum
1057. Rhododendron vaseyi
1058. Rhododendron veitchianum
1059. Rhododendron vellereum
1060. Rhododendron venator
1061. Rhododendron vernicosum
1062. Rhododendron verruciferum
1063. Rhododendron verruculosum
1064. Rhododendron versteegii
1065. Rhododendron verticillatum
1066. Rhododendron vesiculiferum
1067. Rhododendron vialii
1068. Rhododendron vidalii
1069. Rhododendron villosulum
1070. Rhododendron vinicolor
1071. Rhododendron vinkii
1072. Rhododendron virgatum
1073. Rhododendron viridescens
1074. Rhododendron viriosum
1075. Rhododendron viscidifolium
1076. Rhododendron viscidum
1077. Rhododendron viscigemmatum
1078. Rhododendron viscistylum
1079. Rhododendron viscosum
1080. Rhododendron vitis-idaea
1081. Rhododendron wadanum
1082. Rhododendron wallichii
1083. Rhododendron walongense
1084. Rhododendron wardii
1085. Rhododendron wasonii
1086. Rhododendron watsonii
1087. Rhododendron wattii
1088. Rhododendron websterianum
1089. Rhododendron welleslyanum
1090. Rhododendron wentianum
1091. Rhododendron westlandii
1092. Rhododendron weyrichii
1093. Rhododendron whiteheadii
1094. Rhododendron wightii
1095. Rhododendron wilhelminae
1096. Rhododendron wilkiei
1097. Rhododendron williamsianum
1098. Rhododendron williamsii
1099. Rhododendron wiltonii
1100. Rhododendron wolongense
1101. Rhododendron womersleyi
1102. Rhododendron wongii
1103. Rhododendron wrayi
1104. Rhododendron wrightianum
1105. Rhododendron wumingense
1106. Rhododendron xanthanthum
1107. Rhododendron xanthocodon
1108. Rhododendron xanthopetalum
1109. Rhododendron xanthostephanum
1110. Rhododendron xenium
1111. Rhododendron xiangganense
1112. Rhododendron xiaoxidongense
1113. Rhododendron xiaoxueshanense
1114. Rhododendron xichangense
1115. Rhododendron xiguense
1116. Rhododendron yakumontanum
1117. Rhododendron yakushimense
1118. Rhododendron yakusimanum
1119. Rhododendron yangmingshanense
1120. Rhododendron yaogangxianense
1121. Rhododendron yaoshanense
1122. Rhododendron yaoshanicum
1123. Rhododendron yedoense
1124. Rhododendron yelliottii
1125. Rhododendron yizhangense
1126. Rhododendron yongii
1127. Rhododendron yungchangense
1128. Rhododendron yungningense
1129. Rhododendron yunnanense
1130. Rhododendron yunyianum
1131. Rhododendron yushuense
1132. Rhododendron zaleucum
1133. Rhododendron zekoense
1134. Rhododendron zhangjiajieense
1135. Rhododendron zheguense
1136. Rhododendron zhongdianense
1137. Rhododendron ziyuanense
1138. Rhododendron zoelleri
1139. Rhododendron zollingeri

## Vanjske poveznice
|  | Zajednički poslužitelj ima još gradiva o temi Rhododendron |
|  | Wikivrste imaju podatke o taksonu Rhododendron             |